# Lasari
Lasari – wieś w Estonii, w prowincji Viljandi, w gminie Mulgi.